# 모퉁이 가게
《모퉁이 가게》(영어: The Shop Around the Corner)는 1940년 개봉한 로맨틱 코미디 영화다. 에른스트 루비치가 감독했으며, 마거릿 설리반, 제임스 스튜어트가 출연했다.

## 출연

### 주연
- 마가렛 설리반
- 제임스 스튜어트

### 조연
- 프랭크 모건
- 조셉 쉴드크로트
- 사라 하든
- 펠릭스 브레서트
- 윌리엄 트레이시
- 사라 에드워즈
- 에드윈 맥스웰
- 찰스 할튼
- 찰스 스미스
- 찰스 안트
- 클레어 두 브레이
- 윌리엄 에드먼즈
- 조안 블레어
- 미라 맥키니
- 에른스트 루비치
- 이네즈 코트니
- 메리 카
- 마벨 콜코드
- 그레이스 헤일리
- 레니 리아노
- 거트루드 심슨
- 루스 워렌

## 기타
- 원작자: 미클로스 라즐로
- 세트: 에드윈 B. 윌리스

## 같이 보기
- 크리스마스 영화 목록